# Nederlands landskampioenschap 1925-1926
Al campionato parteciparono cinquanta squadre e lo Sportclub Enschede vinse il titolo.

## Est
|    | Club            | G  | V  | N | P  | GF | GS | Punti | DR  |                                   |
| -- | --------------- | -- | -- | - | -- | -- | -- | ----- | --- | --------------------------------- |
| 1  | Enschede        | 18 | 13 | 2 | 3  | 56 | 19 | 28    | +37 | Qualificata per il girone finale. |
| 2  | Heracles        | 18 | 12 | 2 | 4  | 54 | 28 | 26    | +26 |                                   |
| 3  | Go Ahead        | 18 | 12 | 2 | 4  | 46 | 25 | 26    | +21 |                                   |
| 4  | Vitesse         | 18 | 8  | 2 | 8  | 41 | 42 | 18    | -1  |                                   |
| 5  | Wageningen      | 18 | 5  | 6 | 7  | 37 | 40 | 16    | -3  |                                   |
| 6  | Enschedese Boys | 18 | 6  | 3 | 9  | 30 | 38 | 15    | -8  |                                   |
| 7  | DOTO Deventer   | 18 | 5  | 4 | 9  | 38 | 50 | 14    | -12 |                                   |
| 8  | HVV Hengelo     | 18 | 4  | 5 | 9  | 40 | 58 | 13    | -18 |                                   |
| 9  | ZAC             | 18 | 5  | 2 | 11 | 34 | 49 | 12    | -15 |                                   |
| 10 | Quick Nijmegen  | 18 | 5  | 2 | 11 | 34 | 61 | 12    | -27 | Retrocessa.                       |

G = Partite giocate; V = Vittorie; N = Nulle/Pareggi; P = Perse; GF = Goal fatti; GS = Goal subiti; DR = Differenza reti, PT = Punti

## Nord
|    | Club            | G  | V  | N | P  | GF | GS | Punti | DR  |                                   |
| -- | --------------- | -- | -- | - | -- | -- | -- | ----- | --- | --------------------------------- |
| 1  | Be Quick 1887   | 18 | 16 | 1 | 1  | 94 | 16 | 33    | +78 | Qualificata per il gruppo finale. |
| 2  | Velocitas 1897  | 18 | 16 | 0 | 2  | 72 | 26 | 32    | +46 |                                   |
| 3  | LAC Frisia 1883 | 18 | 10 | 4 | 4  | 37 | 27 | 24    | +10 |                                   |
| 4  | GVV Groningen   | 18 | 6  | 4 | 8  | 29 | 51 | 16    | -22 |                                   |
| 5  | WVV Winschoten  | 18 | 5  | 5 | 8  | 40 | 50 | 15    | -10 |                                   |
| 6  | VV Leeuwarden   | 18 | 6  | 2 | 10 | 29 | 43 | 14    | -14 |                                   |
| 7  | Veendam         | 18 | 5  | 4 | 9  | 27 | 42 | 14    | -15 |                                   |
| 8  | LVV Friesland   | 18 | 6  | 1 | 11 | 40 | 59 | 13    | -19 |                                   |
| 9  | Achilles 1894   | 18 | 6  | 0 | 12 | 39 | 50 | 12    | -11 |                                   |
| 10 | HSC             | 18 | 2  | 3 | 13 | 25 | 68 | 7     | -43 | Retrocessa.                       |

G = Partite giocate; V = Vittorie; N = Nulle/Pareggi; P = Perse; GF = Goal fatti; GS = Goal subiti; DR = Differenza reti, PT = Punti

## Sud
|    | Club              | G  | V  | N | P  | GF | GS | Punti | DR  |                                   |
| -- | ----------------- | -- | -- | - | -- | -- | -- | ----- | --- | --------------------------------- |
| 1  | MVV Maastricht    | 18 | 13 | 4 | 1  | 52 | 23 | 30    | +29 | Qualificata per il gruppo finale. |
| 2  | RKVV Wilhelmina   | 18 | 12 | 2 | 4  | 31 | 25 | 26    | +6  |                                   |
| 3  | NAC               | 18 | 10 | 4 | 4  | 44 | 25 | 24    | +19 |                                   |
| 4  | NOAD              | 18 | 7  | 4 | 7  | 36 | 24 | 18    | +12 |                                   |
| 5  | FC Eindhoven      | 18 | 6  | 6 | 6  | 35 | 36 | 18    | -1  |                                   |
| 6  | RFC Roermond      | 18 | 6  | 5 | 7  | 31 | 39 | 17    | -8  |                                   |
| 7  | Willem II         | 18 | 5  | 4 | 9  | 28 | 47 | 14    | -19 |                                   |
| 8  | BVV Den Bosch     | 18 | 6  | 1 | 11 | 31 | 38 | 13    | -7  |                                   |
| 9  | Bredania/'t Zesde | 18 | 4  | 3 | 11 | 20 | 33 | 11    | -13 |                                   |
| 10 | VV De Valk        | 18 | 4  | 1 | 13 | 34 | 52 | 9     | -18 | Retrocessa.                       |

G = Partite giocate; V = Vittorie; N = Nulle/Pareggi; P = Perse; GF = Goal fatti; GS = Goal subiti; DR = Differenza reti, PT = Punti

## Ovest-I
|    | Club                | G  | V  | N | P  | GF | GS | Punti | DR  |                                   |
| -- | ------------------- | -- | -- | - | -- | -- | -- | ----- | --- | --------------------------------- |
| 1  | Stormvogels         | 18 | 12 | 3 | 3  | 43 | 22 | 27    | +21 | Qualificata per il gruppo finale. |
| 2  | Sparta Rotterdam    | 18 | 12 | 2 | 4  | 53 | 19 | 26    | +34 |                                   |
| 3  | VOC                 | 18 | 9  | 5 | 4  | 43 | 48 | 23    | -5  |                                   |
| 4  | Koninklijke HFC     | 18 | 8  | 5 | 5  | 41 | 38 | 21    | +3  |                                   |
| 5  | Blauw-Wit Amsterdam | 18 | 9  | 1 | 8  | 42 | 39 | 19    | +3  |                                   |
| 6  | HVV 't Gooi         | 18 | 5  | 6 | 7  | 47 | 42 | 16    | +5  |                                   |
| 7  | DFC                 | 18 | 7  | 2 | 9  | 58 | 65 | 16    | -7  |                                   |
| 8  | RCH                 | 18 | 5  | 6 | 7  | 38 | 44 | 16    | -6  |                                   |
| 9  | HVV Den Haag        | 18 | 5  | 2 | 11 | 43 | 45 | 12    | -2  |                                   |
| 10 | GVV Unitas          | 18 | 0  | 4 | 14 | 18 | 64 | 4     | -46 | Retrocessa.                       |

G = Partite giocate; V = Vittorie; N = Nulle/Pareggi; P = Perse; GF = Goal fatti; GS = Goal subiti; DR = Differenza reti, PT = Punti

## Ovest-II
|    | Club                     | G  | V | N | P  | GF | GS | Punti | DR  |                                   |
| -- | ------------------------ | -- | - | - | -- | -- | -- | ----- | --- | --------------------------------- |
| 1  | Feyenoord                | 18 | 9 | 5 | 4  | 47 | 29 | 23    | +18 | Qualificata per il gruppo finale. |
| 2  | SBV Excelsior            | 18 | 9 | 5 | 4  | 42 | 28 | 23    | +14 |                                   |
| 3  | HFC EDO                  | 18 | 9 | 4 | 5  | 34 | 20 | 22    | +14 |                                   |
| 4  | Ajax                     | 18 | 9 | 4 | 5  | 43 | 27 | 22    | +16 |                                   |
| 5  | HBS Craeyenhout          | 18 | 9 | 4 | 5  | 46 | 38 | 22    | +8  |                                   |
| 6  | ZFC                      | 18 | 7 | 6 | 5  | 38 | 42 | 20    | -4  |                                   |
| 7  | De Spartaan              | 18 | 7 | 1 | 10 | 38 | 44 | 15    | -6  |                                   |
| 8  | Ajax Sportman Combinatie | 18 | 6 | 2 | 10 | 34 | 53 | 14    | -19 |                                   |
| 9  | UVV Utrecht              | 18 | 5 | 3 | 10 | 31 | 51 | 13    | -20 |                                   |
| 10 | HFC Haarlem              | 18 | 2 | 2 | 14 | 32 | 53 | 6     | -21 | Retrocessa.                       |

G = Partite giocate; V = Vittorie; N = Nulle/Pareggi; P = Perse; GF = Goal fatti; GS = Goal subiti; DR = Differenza reti, PT = Punti

## Gruppo per il titolo
|   | Club           | G | V | N | P | GF | GS | Punti | DR  |
| - | -------------- | - | - | - | - | -- | -- | ----- | --- |
| 1 | Enschede       | 8 | 6 | 2 | 0 | 25 | 11 | 14    | +14 |
| 2 | MVV Maastricht | 8 | 5 | 0 | 3 | 22 | 16 | 10    | +6  |
| 3 | Feyenoord      | 8 | 3 | 2 | 3 | 20 | 20 | 8     | 0   |
| 4 | Stormvogels    | 8 | 1 | 2 | 5 | 11 | 17 | 4     | -6  |
| 5 | Be Quick 1887  | 8 | 1 | 2 | 5 | 13 | 27 | 4     | -14 |

G = Partite giocate; V = Vittorie; N = Nulle/Pareggi; P = Perse; GF = Goal fatti; GS = Goal subiti; DR = Differenza reti, PT = Punti